# Barrow (kulle)
Barrow är en kulle i Storbritannien.   Den ligger i grevskapet Cumbria och riksdelen England, i den centrala delen av landet, 400 km nordväst om huvudstaden London. Toppen på Barrow är 455 meter över havet, eller 73 meter över den omgivande terrängen. Bredden vid basen är 0,70 km. Barrow ingår i Cumbrian Mountains.
Terrängen runt Barrow är kuperad.Runt Barrow är det ganska tätbefolkat, med 70 invånare per kvadratkilometer. Närmaste större samhälle är Keswick, 4,5 km öster om Barrow. I omgivningarna runt Barrow växer i huvudsak blandskog.